# Prospect (New York)
Pour les articles homonymes, voir Prospect.
Prospect est une census-designated place du comté d'Oneida, dans l'État de New York, aux États-Unis,. En 2020, elle compte une population de 248 habitants.